# Linha da Rosa Arago

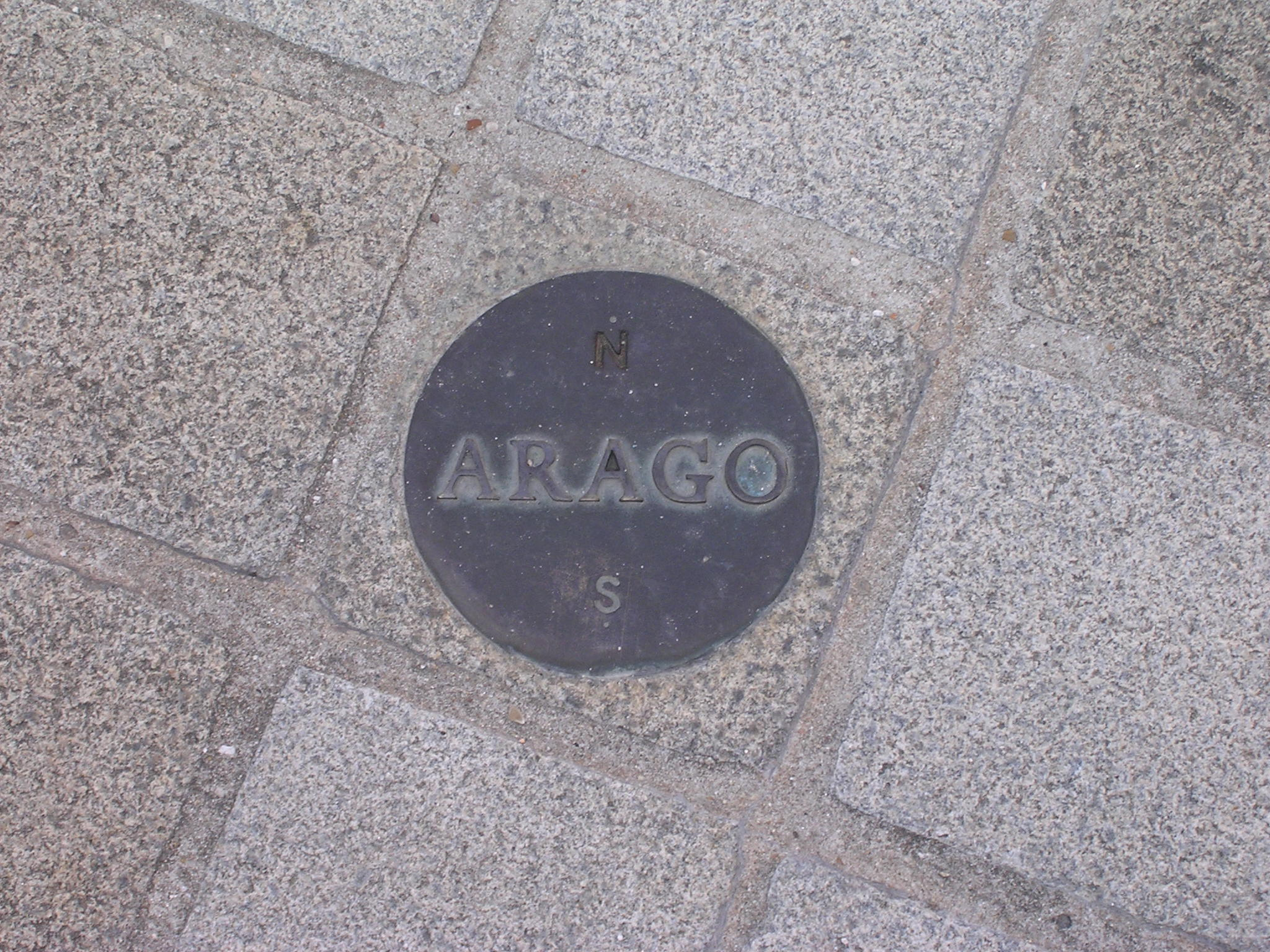
Uma das 135 medalhas de Arago.

Linha da Rosa Arago ou Linha da Rosa é um nome dado ao Meridiano de Paris na mitologia do Priorado de Sião.

## Priorado de Sião

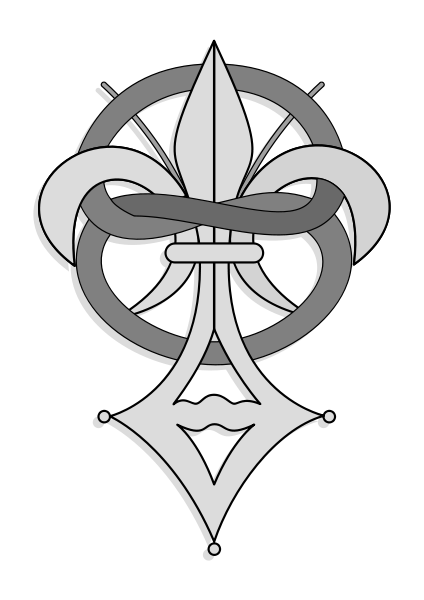
Suposto emblema oficial do Priorado de Sião.

Em 1967, num documento do Priorado de Sião, Au Pays de la Reine Blanche, afirma que "Rennes-les-Bains é localizado precisamente no meridiano zero, que se conecta em Saint-Sulpice, em Paris", acrescentando que "a paróquia de Rennes-les-Bains guarda no coração de Roseline", sendo uma referência para Santa Rosaline.
Au Pays de la Reine Blanche, também faz referência a "linha do meridiano zero, ou seja, a linha vermelha, em Inglês:" Rose-line. Mais tarde, em 1978, Pierre Plantard também se referiu à "linha vermelha do meridiano, a "Rosa-Line" … desde Roseline, a Abade do "Celle aux Arcs', comemora seu dia de festa em 17 de Janeiro… e a sua lenda também vale a pena ler".

## Representação na novela de Dan Brown
O termo Rose Line foi popularizado por Dan Brown em sua novela O Código Da Vinci para um nome alternativo como "primeiro meridiano do mundo" identificado como o meridiano de Paris. Embora o mesmo nome Linha da Rosa é usado para o Meridiano de Paris, em ambos os contextos, também envolvem definições diferentes.No romance de Brown, também funde este meridiano com um gnômon na igreja parisiense de Saint-Sulpice, marcada no chão com uma linha de latão, como foi feito em 1967, conforme o Documento do Priorado : Le Serpent Rouge - Notes sur Saint-Germain-des-Près et Saint-Sulpice de Paris (A Serpente Vermelha - Notas sobre Saint-Germain-des-Près e Saint-Sulpice de Paris) atribuída a Pierre Feugère, Saint Louis-Maxent e Gaston Koker, a qual chamada de Linha Rosa da "Serpente Vermelha". O Meridiano de Paris, na verdade, passa cerca de 100 metros a leste do gnômon, segundo o autor Sharan Newman e um sinal na igreja foi "nunca se chamou Rose-Line". Uma Brochura ede St. Sulpice, datado de 2000, na página sobre a história do gnomon, a linha de latão descreve como "um meridiano, ele não usa o termo Roseline ou Rose Line.
Dan Brown, identificou o Meridiano de Paris, com a suposta linhagem de Jesus Cristo e Maria Madalena, bem como a Capela de Rosslyn, na parte central do seu romance.
Citado no livro O Código Da Vinci:
"A entrada da capela Rosslyn foi mais modesto do que Langdon estava a espera. A pequena porta de madeira tinha duas dobradiças de ferro e um sinal de carvalho simples, Roslin. Esta ortografia antiga, Langdon explicou a Sophie, é devida ao meridiano da Linha da Rosa, com o qual os acadêmicos do Graal preferiram acreditar, a partir da "Linha da Rosa '- a linhagem ancestral de Maria Madalena…"
Citado no livro de Rosslyn e o Santo Graal de Mark Oxbrow e Ian Robertson :
"Dan Brown simplesmente inventou o "Rose Line, ligando Rosslyn e Glastonbury. O nome "Roslin", definitivamente não deriva de qualquer "Linha da Rosa Sagrada". Não tem nada a ver com uma "Linhagem de Rose" ou um 'Rose meridiano Line'. Há muitos dados medievais de "Rosslyn". É «Roslin" certamente não é a ortografia "original" : actualmente, é a grafia mais comum para a aldeia."
Enquanto Brown apresenta a Linha Rosa como o "Primeiro meridiano do mundo", a ideia de estabelecer um meridiano remonta à antiguidade, sugeriu que os meridianos atravessassem Rodes ou as Ilhas Canárias. Quando o Greenwich foi adoptado como longitude zero universal em 1884 (e não 1888 como diz o livro), tinha pelo menos nove rivais além de Paris (Berlim, Cádis, Copenhague, Lisboa, Rio de Janeiro, Roma, São Petersburgo, Estocolmo e Tóquio).
No clímax do romance, o protagonista segue a linha de medalhões Arago ao museu do Louvre, onde (segundo o livro) o meridiano de Paris passa por baixo da chamada Pirâmide Invertida em um centro comercial subterrâneo em frente ao museu. Seguindo a tradição de interpretações esotéricas deste meridiano, as dicas de romance que esta, é a última morada do Santo Graal. O facto de que o meridiano passa perto da Pirâmide Invertida, também é notado no livro Le guide du Paris maçonnique (O guia da Paris maçônica) por Raphäel Aurillac, da mesma forma que atribui mais forma profunda, o significado esotérico para isto.
Na área do Louvre, o meridiano marcado pela medalhões Arago realmente passa através do museu e do grande pátio em um local consideravelmente a leste da Pirâmide Invertida. Os medalhões no museu estão por trás dos pontos de acesso da bilheteira, enquanto a pirâmide invertida está localizado em um centro comercial, próximo do público ao museu.
Outros pontos de referências, que dizem ser mentira sobre a linha são eles: Arques e Conques, a Cathédrale Notre-Dame de Rodez, na cidade de Rodez, St. Vincent em Carcassonne, na Cathédrale Saint-Étienne de Bourges, em Bourges e por fim, Rennes-les-Bains.